# Lagan (fiume svedese)
Lagan è un fiume della Svezia meridionale che attraversa le contee di Jönköping e Halland.